# Lophius

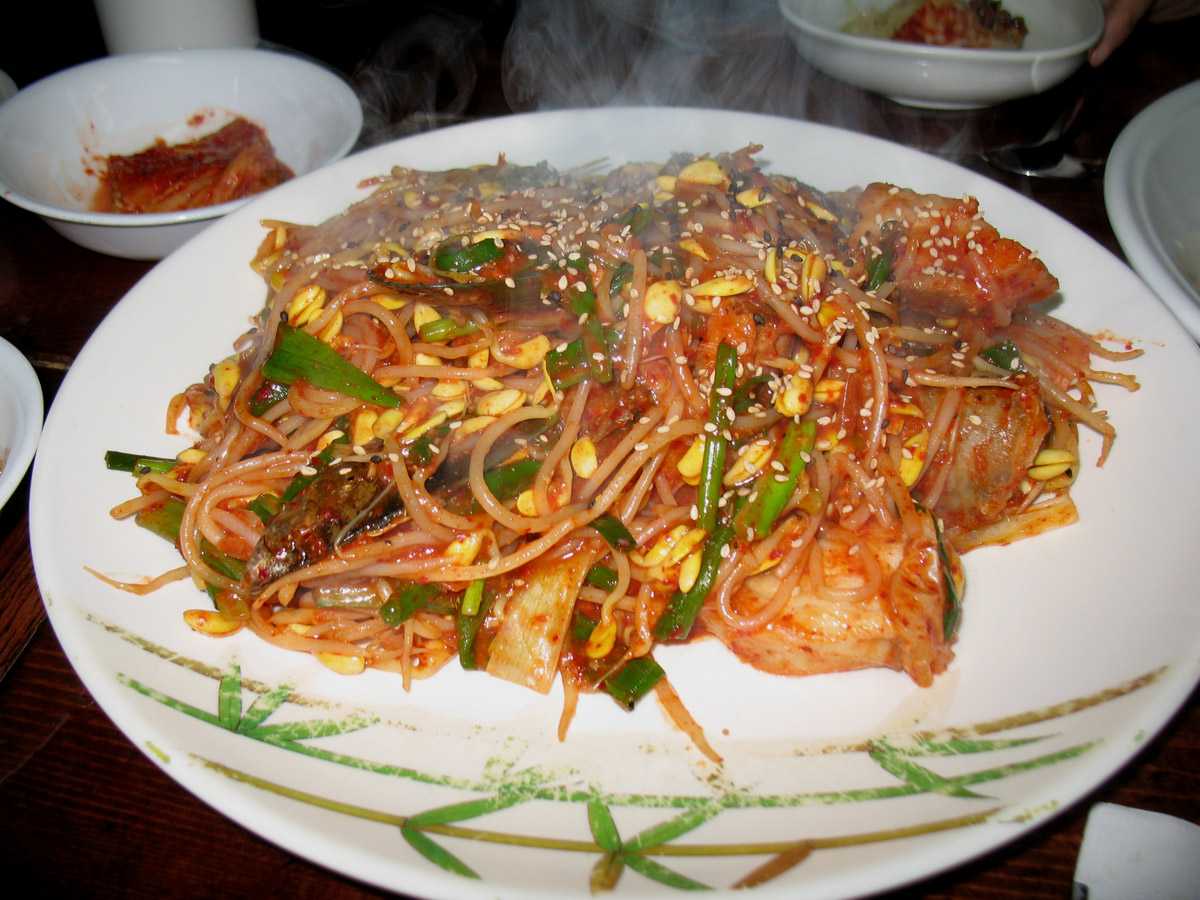
Agujjim; rap amb fideus a l'estil coreà.

Lophius és un gènere de peixos de la família Lophiidae.

## Característiques
Molts d'aquests peixos tradicionalment s'anomenen raps. L'espècie pròpia de les nostres costes és Lophius piscatorius. El gènere Lophius consta de 8 espècies diferents.
Són peixos de carn ferma i de bon gust, molt apreciats a la gastronomia de diversos països.

## Taxonomia
- Lophius americanus Valenciennes a Cuvier & Valenciennes, 1837 (rap d'Amèrica)
- Lophius budegassa Spinola, 1807 (rap vermell)
- Lophius gastrophysus Miranda Ribeiro, 1915 (rap pescador)
- Lophius litulon (Jordan, 1902) (rap del Japó)
- Lophius piscatorius - Linnaeus, 1758 (rap comú)
- Lophius vaillanti (rap africà)
- Lophius vomerinus Valenciennes a Cuvier & Valenciennes, 1837 (rap del Cap o rap dimoni)
- Lophius lugubris Alcock, 1894.